# 中之島駅
中之島駅（なかのしまえき）は、大阪府大阪市北区中之島五丁目にある、京阪電気鉄道中之島線の駅。駅番号はKH54。大阪国際会議場の副駅名を持つ。
当駅は中之島線の起点であり、京阪の路線では最も西に位置する駅である。淀屋橋駅と並ぶ大阪の終端駅であることから、2017年に淀屋橋駅に対して京都府内の主要駅の発車標などで「大阪 淀屋橋」表記を再開したのと同時に、当駅に関しても「大阪 中之島」と表記されるようになった。

## 歴史

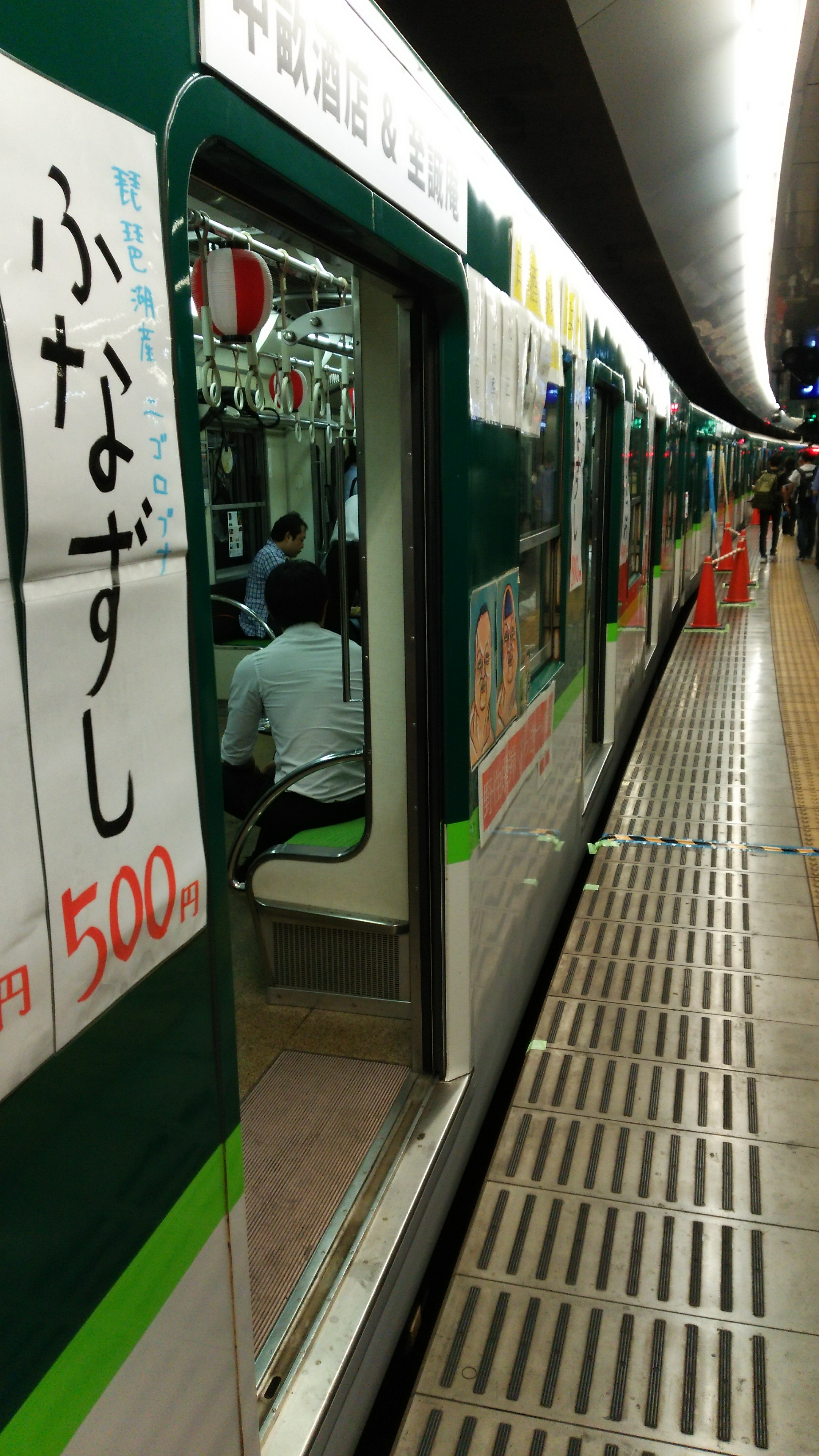
中之島駅ホーム酒場（2018年）

建設当初の仮称は「玉江橋駅」だったが、2006年11月に現駅名が発表された。玉江橋の南西に所在し、1872年から1978年まで玉江町という町名だった地域でもある。
当駅は将来、2031年度（令和13年度）春開業予定のなにわ筋線との乗り換え駅になる予定である。また、中之島線は西九条を経て新桜島へ延伸する計画もあるが、着工および開通などの時期については未定となっている。

### 年表
- 2006年（平成18年）11月13日：現駅名が発表される[2]。
- 2008年（平成20年）10月19日：京阪中之島線の開業に伴い営業を開始する。
- 2009年（平成21年）03月02日：京阪により、有料駐輪場が開設される[4]。
- 2016年（平成28年）06月22日 - 25日：通常時は未使用となっている3番線ホーム上で、2200系を使用した「中之島駅ホーム酒場」を営業[5]。

## 駅構造
地下1階にコンコース、地下2階島式ホーム1面3線を有する地下駅。北側の1番のりば側を切り欠いて3番のりばがある階段状のホームである。これは京阪本線の淀屋橋駅と似た構造だが、同駅の1面4線と異なり、当駅が3線なのは、駅手前で線形がカーブしている関係で、安全上十分なホーム幅が確保できないためである。そのため、3番のりばの2番のりば側には壁が設けられている。
ホームの終端部には、中之島線で最後のトンネル貫通区間であるなにわ橋駅と大江橋駅間で実際に使用したシールドマシンのカッター部分の一部がモニュメントとして保存されている。また、3番線ホームの終端部の裏には「坂陽日々新（はんようにちにちあらたなり）」の石碑が飾られている。
ホーム側壁の素材は、日本の地下駅で初めて木材を利用している。また、地下1階コンコースの大阪府立国際会議場寄りも木材を利用した壁面・天井となっており、同線全体の象徴である「木」をイメージさせるデザインとなっている。
改札口付近の壁面はガラスで構成されているが、これは中之島線全体の象徴である「水」をイメージしたデザインである。また、改札外のコンコースには、同線の着工から開業までの歩みを掲載した銘板「中之島線竣功之記」が設置されている。

### のりば
| 番線 | 路線      | 行先                   |
| ---- | --------- | ---------------------- |
| 1・2 | ■中之島線 | 京橋・三条・出町柳方面 |
| 3    | ■中之島線 | 予備ホーム             |

#### 特記事項
- のりばの運用と発着種別
  - 定期ダイヤにおいては、早朝など一部を除き、種別に関係なく1番線と2番線を交互に発着している。なお、2013年3月のダイヤ改正以降、3番線は臨時列車と試運転を除き使用されていない。それまでは未使用時間帯は閉鎖されていた。
  - 1番線において夜間滞泊が設定されている。開業以来長らく5000系が使用され下り普通が当駅に23時51分に到着後翌日が平日であれば座席昇降をし3扉から5扉へ転換する作業を間近で見ることができた[8]が、2018年9月のダイヤ改定で5000系の運用削減に伴い一般車7両に置き換えられた。夜間滞泊をした車両は中之島線の上り初発列車に充てられる。
  - 発着する列車の種別は、定期ダイヤにおいて特急や急行は原則として当駅に入線しないが、行楽シーズンや京都競馬場での重賞競走開催日に運転される臨時列車として特急・急行が発着することがあり、主に3番線に発着する。また、正月ダイヤでは昼間時間帯に普通・三条ゆきが5本発着している。※京阪中之島線#運行形態も参照。
  - 快速急行の折り返しの際、乗降を分離するドア扱い（淀屋橋駅や出町柳駅と同様の手順）がなされている。※詳細は、淀屋橋駅#特徴的な乗客向け案内を参照。
- 発車メロディ
  - 京阪線[9]主要駅での取り組みとして、当駅にも向谷実作曲の発車メロディを導入している[10]。
  - 臨時特急発車時には通常使用しない専用メロディを使用する[11]。中之島始発の臨時特急が運転された日には専用のメロディが使用された。

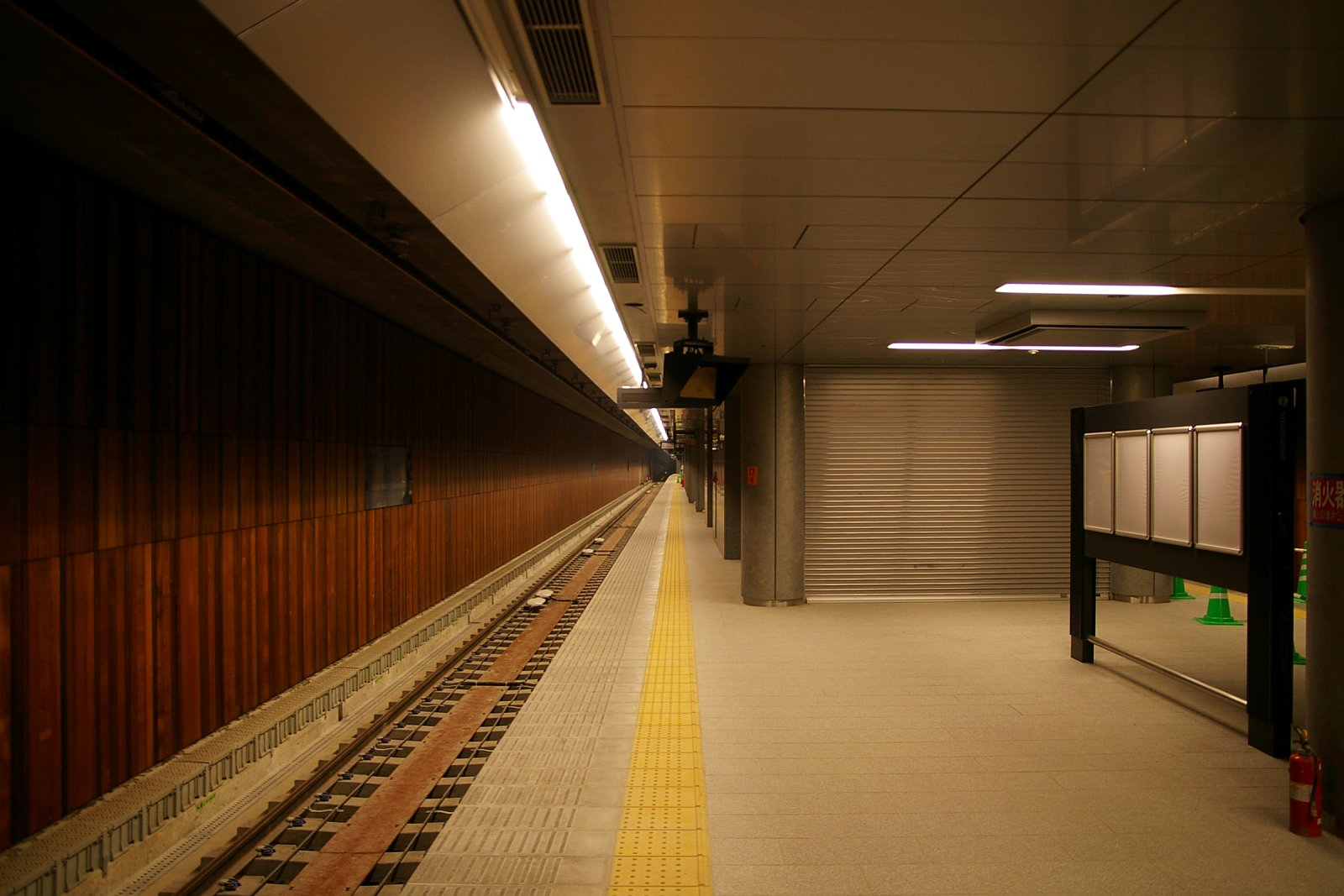
開業前の1番線ホーム（2008年7月）
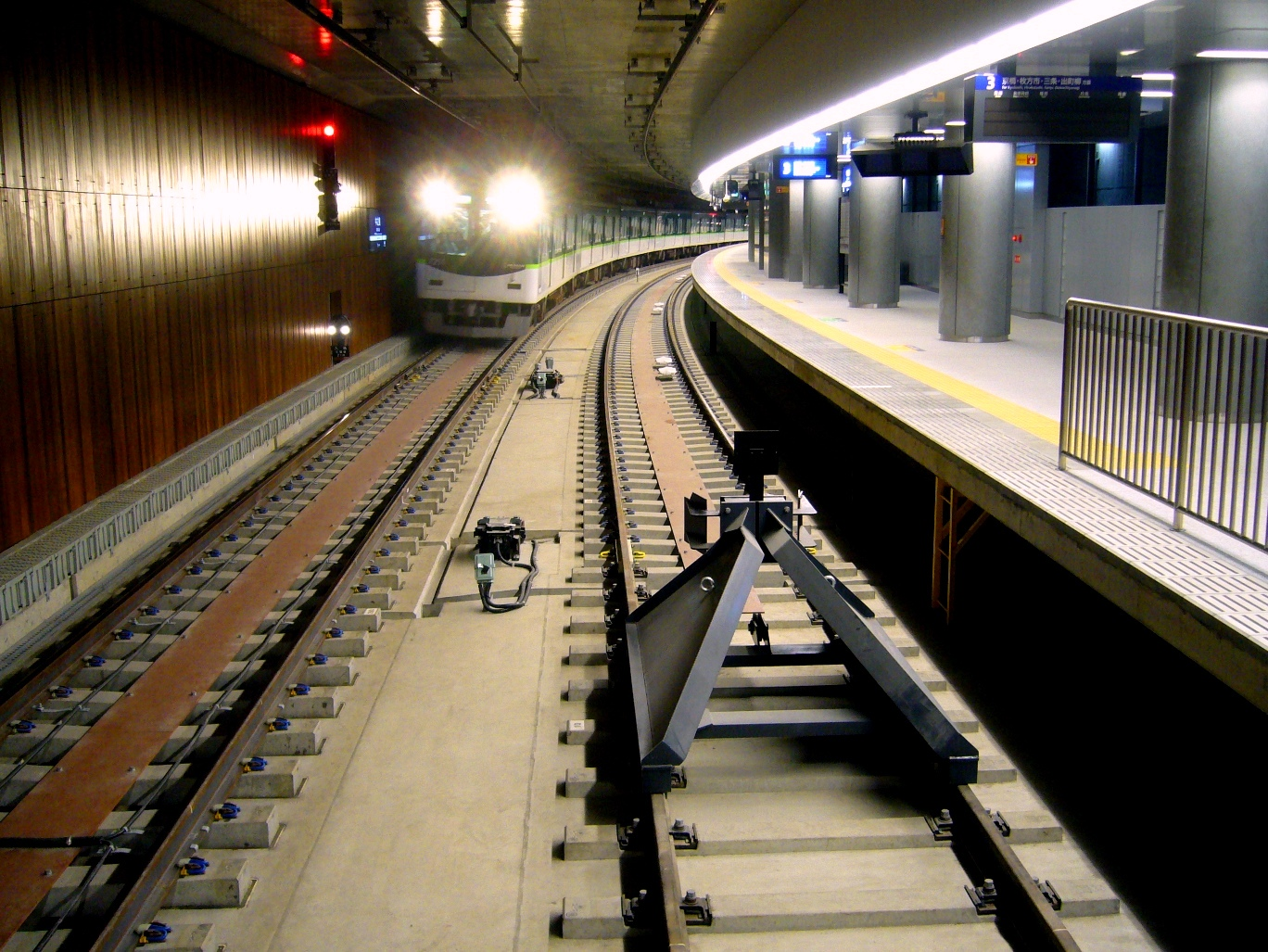
3番線ホーム（右）1番線ホームに進入する列車（左）（2008年10月）
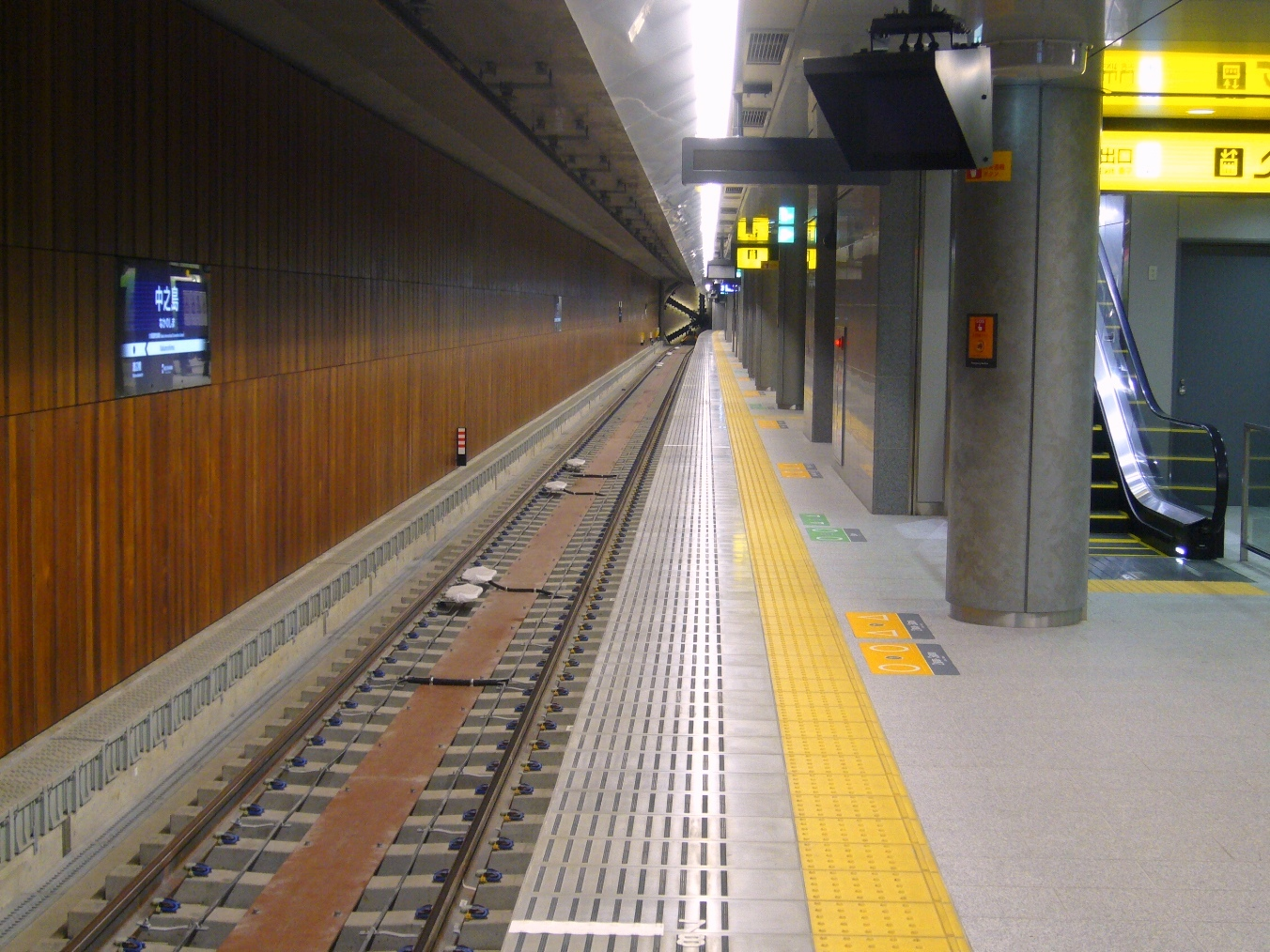
2番線ホーム（2008年10月）
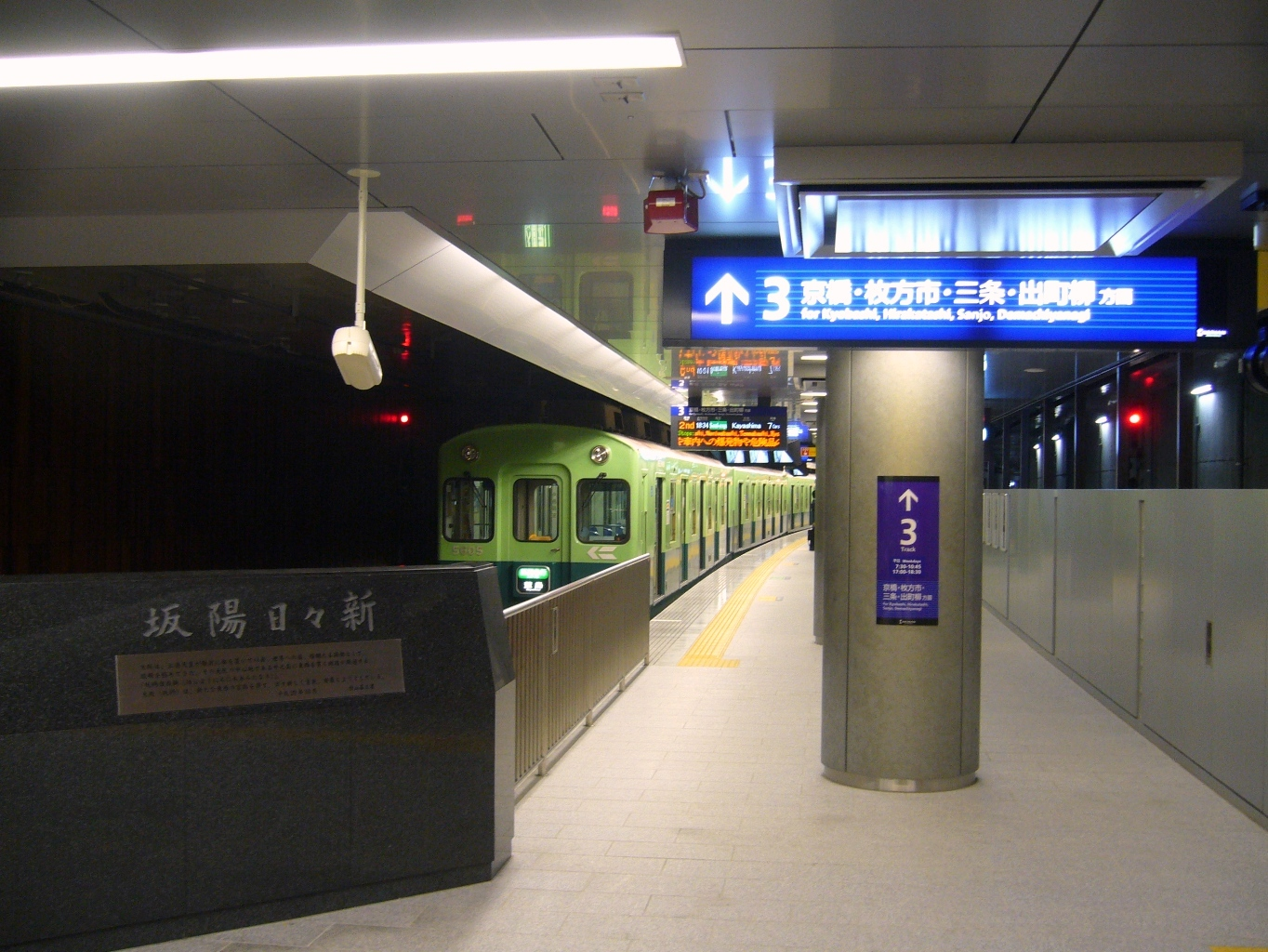
3番線に停車する区間急行（2008年10月）
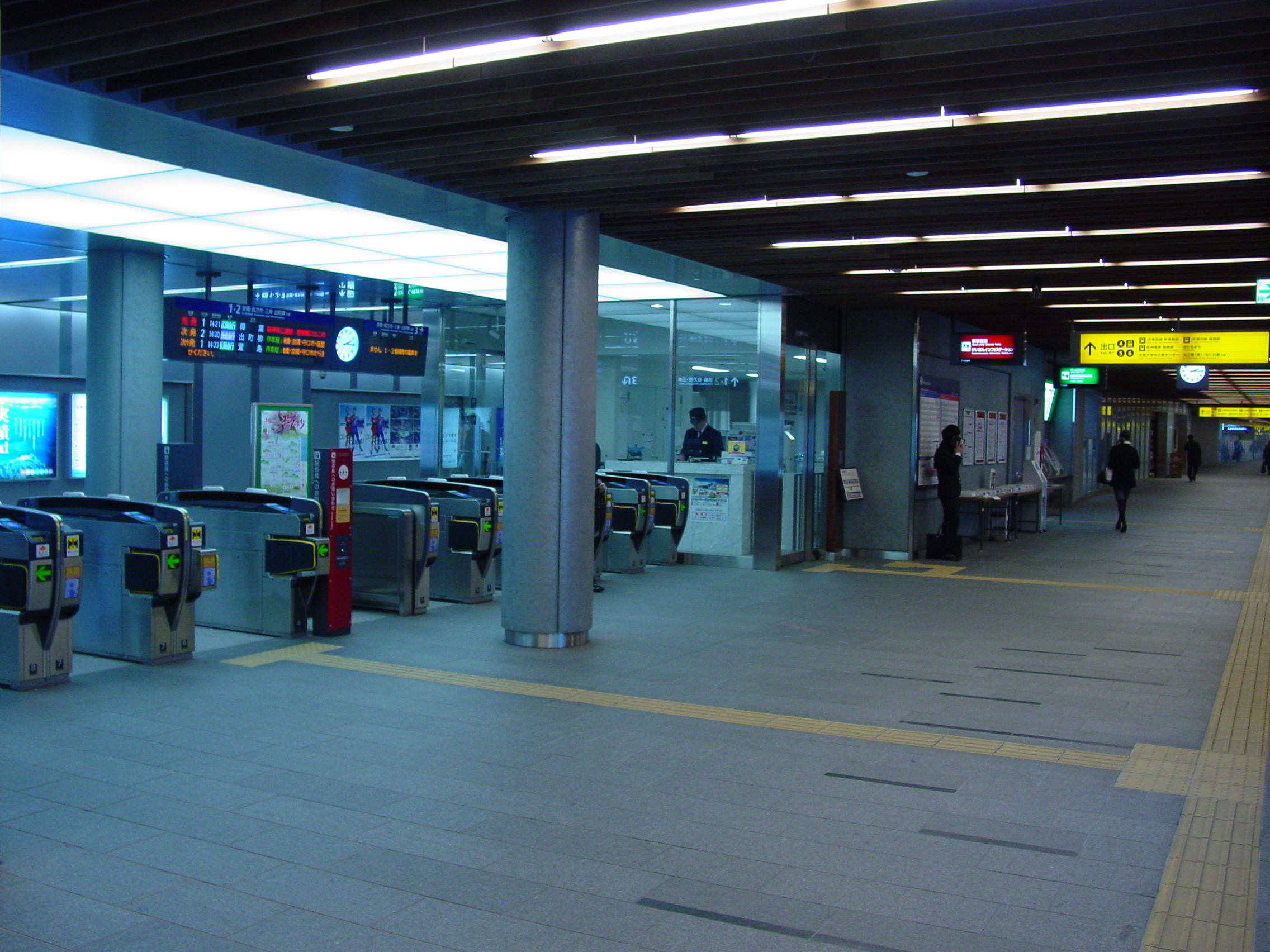
コンコースと改札口（2011年2月）
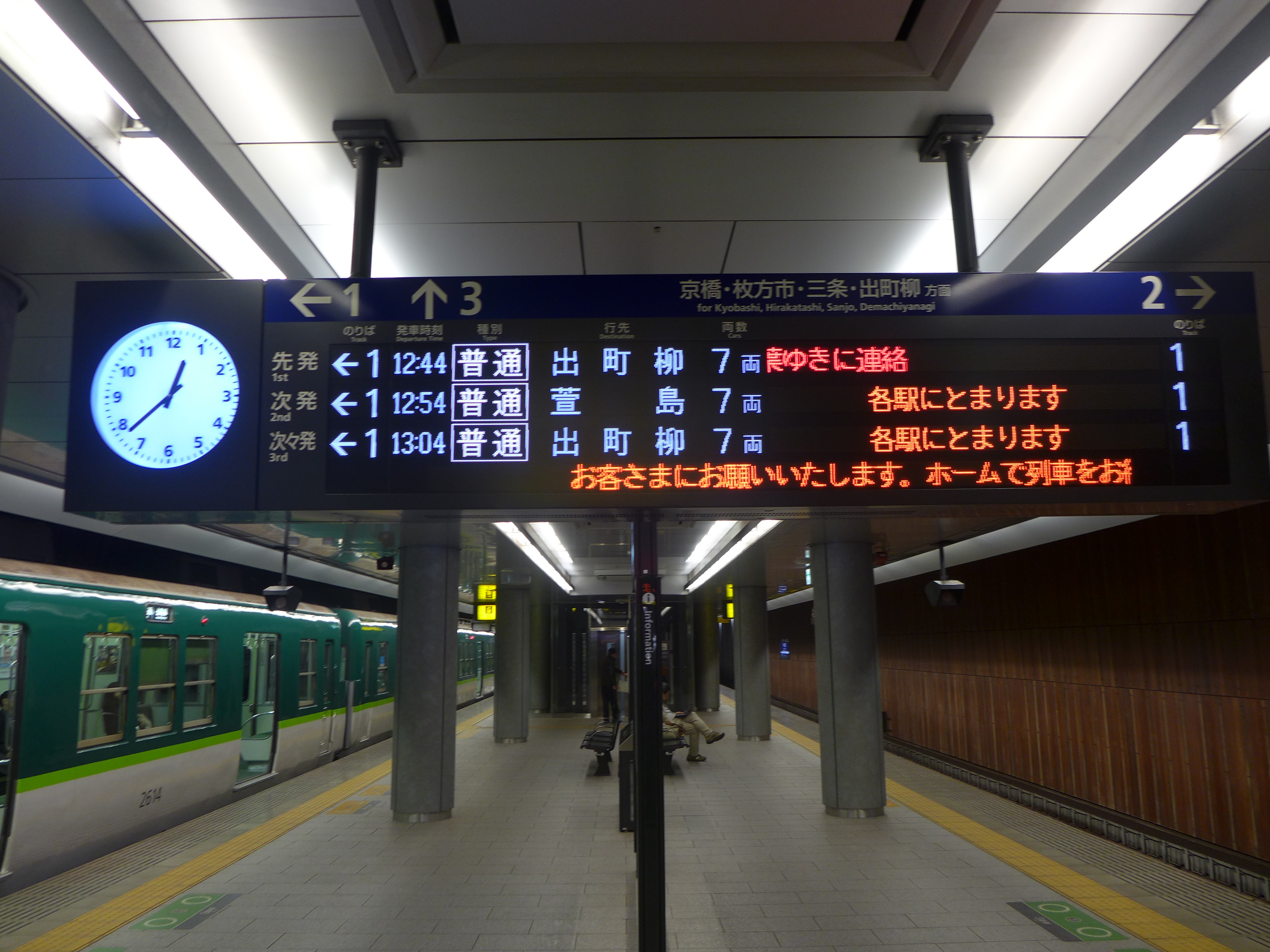
行先案内LED（2015年12月）
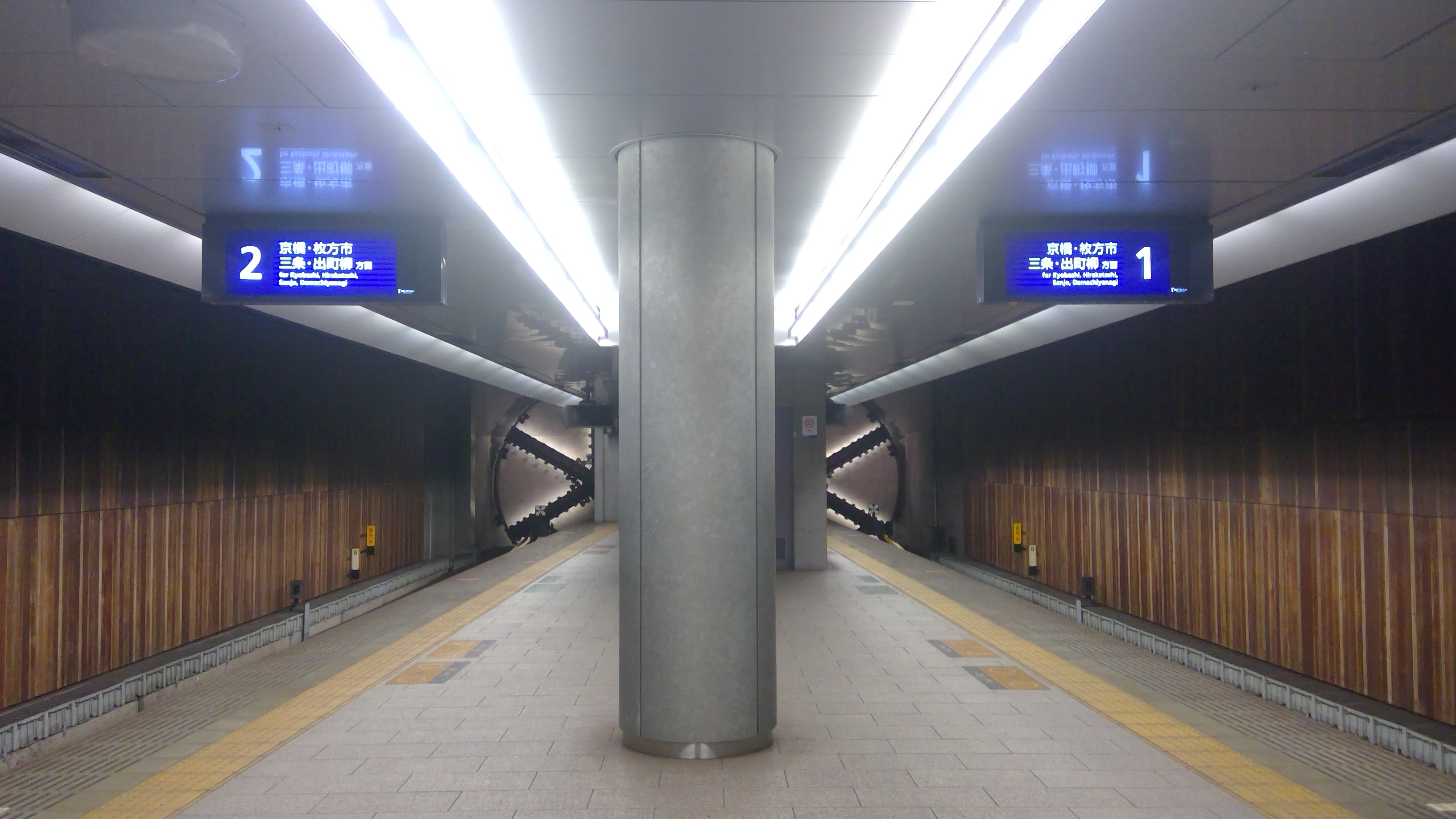
終端部に保存されているシールドマシンのカッター部分のモニュメント（2022年1月）

### 駅設備
列車運行管理システム「ADEC」（自律分散式運行管理システム）の19駅ある各信号取り扱い駅の一つとなっている。駅制御装置が設置され、これにより信号機やポイントなど運転業務に関わる制御のほか、案内放送や行先表示など旅客案内設備を包括し自動化されている。
地下1階には中之島変電所が設置されており、関西電力より受電した交流22kVを4000kWの直流変成器2基で直流1500Vに変換して電車線に送電するほか、6000kVA付帯変圧器2基で交流6600Vに降圧して駅施設や信号設備の電源としても使用されている。また、停電対策として変電所内に出力1200kVAのガスタービン発電機が設置されている。2017年5月1日より電車線に送電する電気の購入先を関西電力から新電力のエネットに変更。さらに、環境対策（熱交換後の排熱対策・省エネルギー）として堂島川から汲み上げた水を熱交換し空調に使用しており、熱交換後の水は川に戻されている。

## 利用状況
2023年（令和5年）度の1日当たりの利用者数は7,133人。
駅開業後の特定日における乗降・乗車人員は下表の通り。
| 年度   | 特定日   | 特定日   | 特定日   | 1日平均 乗車人員 | 出典   |
| 年度   | 調査日   | 乗降人員 | 乗車人員 | 1日平均 乗車人員 | 出典   |
| ------ | -------- | -------- | -------- | ---------------- | ------ |
| 2008年 | 11月11日 | 8,004    | 3,794    | 3,875            | [ 16 ] |
| 2009年 | 11月10日 | 9,035    | 4,513    | 3,813            | [ 17 ] |
| 2010年 | 11月09日 | 11,535   | 5,715    | 4,613            | [ 18 ] |
| 2011年 | 11月01日 | 13,929   | 6,548    | 5,775            | [ 19 ] |
| 2012年 | 10月31日 | 11,018   | 5,343    | 6,661            | [ 20 ] |
| 2013年 | 11月12日 | 8,193    | 3,954    | 5,526            | [ 21 ] |
| 2014年 | 11月11日 | 11,816   | 5,832    | 4,164            | [ 22 ] |
| 2015年 | 11月10日 | 8,871    | 4,314    | 6,059            | [ 23 ] |
| 2016年 | 11月08日 | 9,926    | 4,799    | 4,549            | [ 24 ] |
| 2017年 | 11月07日 | 9,813    | 4,798    | 5,270            | [ 25 ] |
| 2018年 | 11月06日 | 9,838    | 4,821    | 5,040            | [ 26 ] |
| 2019年 | 11月12日 | 9,560    | 4,711    | 5,070            | [ 27 ] |
| 2020年 | 11月10日 | 7,999    | 3,906    | 3,372            | [ 28 ] |
| 2021年 | 11月09日 | 7,563    | 3,707    | 3,741            | [ 29 ] |
| 2022年 | 11月08日 | 7,547    | 3,657    | 4,100            | [ 30 ] |
| 2023年 |          | 9,540    | 4,705    | 4,070            | [ 31 ] |

## 駅周辺

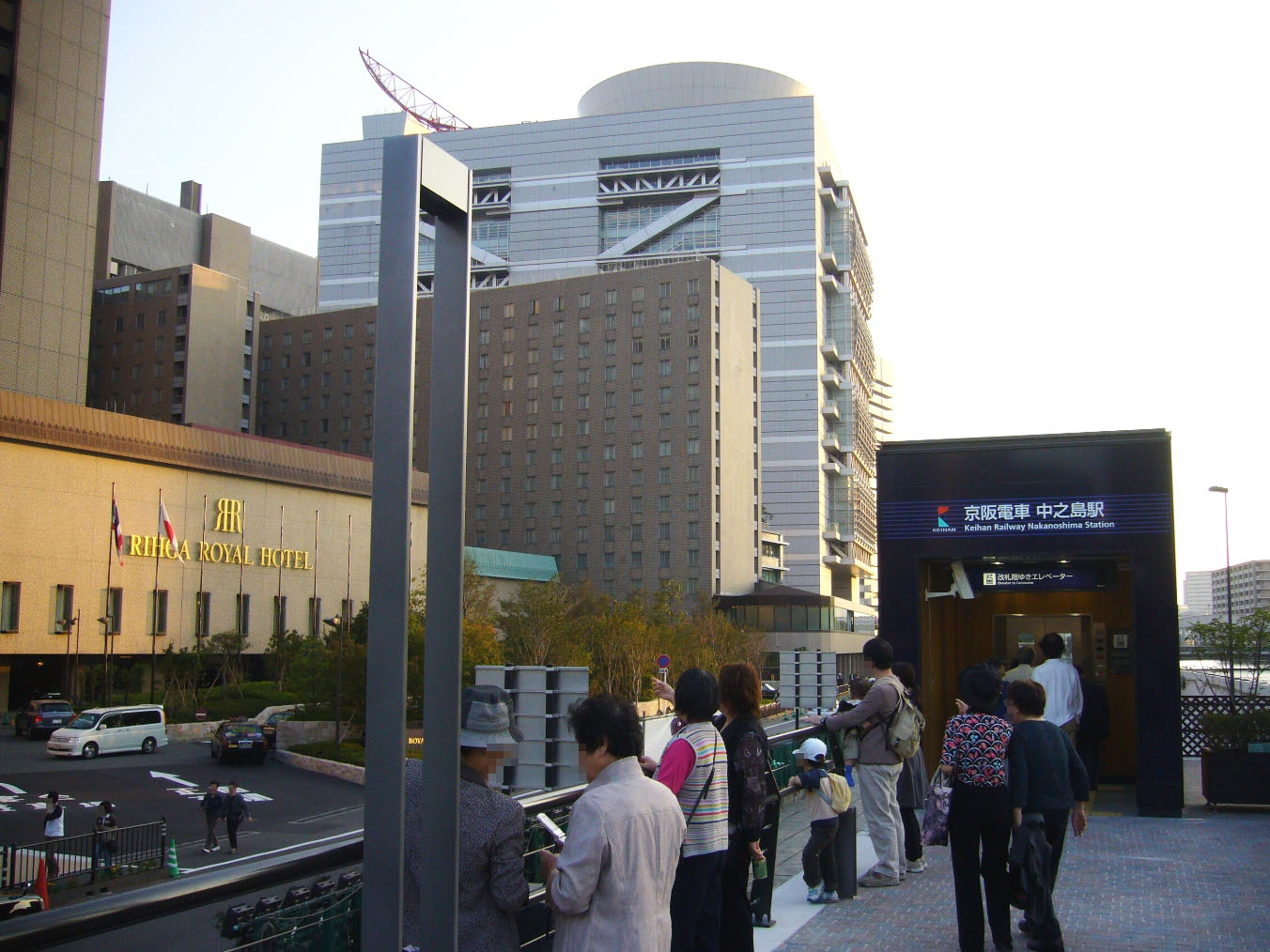
中之島駅入口。背後はリーガロイヤルホテルと大阪府立国際会議場（2008年10月）

### 当駅付近に所在する鉄道駅
距離は公道（地下道を含む）を利用した場合の地図上のもの。括弧内には各駅の最短出入口間の徒歩距離（同様に地図上）を付記する。
- 阪神電気鉄道
  - 福島駅（本線） : 約850 m（最短出入口間約400 m）
- 西日本旅客鉄道（JR西日本）
  - 新福島駅（JR東西線） : 約800 m（最短出入口間約450 m）
  - 福島駅（大阪環状線） : 約900 m

上記の各駅への乗り換えは、6番出入口を出て堂島川に架かる玉江橋を渡り、浄正橋跡を過ぎて国道2号以北までなにわ筋を北上する。多少の距離があるが、京阪側ではこれらの駅と中之島駅との位置関係および乗換について更なる広報を行うとしている。但し、海老江駅以西と野江駅以東を行き来する場合は、京橋駅で乗り換える方が運賃が安くなる場合が多い。

### 主な施設
北区 中之島四丁目
- 国立国際美術館
- 大阪市立科学館
- 大阪中之島美術館
- キャンパス・イノベーションセンター大阪（大阪大学中之島センター）
- 京阪電気鉄道と大林組によるホテル、オフィスからなる複合高層ビル（開発予定）

北区 中之島五丁目（中之島駅直近）
- リーガロイヤルホテル（地下通路直結[32]）
- 大阪国際会議場（大阪府立国際会議場[32]）
- 住友病院

北区 中之島六丁目
- 中之島センタービル
  - 中之島センタービル内郵便局
- 中之島プラザ
- 中之島インテス
- 中之島西公園

北区 大淀南二丁目
- ザ・シンフォニーホール（なにわ筋を北に徒歩約15分）

北区 大淀南三丁目
- 金蘭会中学校・高等学校（北に約1.4 km。徒歩約20分）

福島区 福島一丁目
- ほたるまち（なにわ筋を北に徒歩3 - 5分）
  - 朝日放送グループホールディングス・朝日放送テレビ・朝日放送ラジオ本社、ABCホール
  - 堂島リバーフォーラム
  - 堂島クロスウォークなど
- 大阪中之島合同庁舎（大阪高等検察庁、大阪地方検察庁など）

福島区 福島二丁目
- 関西電力病院

福島区 福島三丁目
- 大阪上福島郵便局

福島区 福島四丁目・玉川一丁目
- 地域医療機能推進機構大阪病院（旧：大阪厚生年金病院）
- 下福島公園

福島区 福島五丁目
- ホテル阪神
- ラグザ大阪

福島区 野田一丁目・野田二丁目
- 大阪市中央卸売市場本場[32]
  - 大阪中央市場内郵便局
- 大阪福島野田郵便局

西区 江戸堀
- ホスピタリティツーリズム専門学校大阪

西区 土佐堀
- JSOL 大阪本社
- （株）日本総合研究所 大阪本社

### 地理・名所旧跡
- 堂島川
  - 玉江橋、堂島大橋
- 土佐堀川
  - 常安橋、越中橋、土佐堀橋
- 中之島通
- なにわ筋
- あみだ池筋
- 逆櫓の松（福島二丁目）
- 福澤諭吉誕生地（福島一丁目・ほたるまち内）
- 福島天満宮（福島二丁目）

### バス路線
大阪シティバス
- 玉江橋・堂島大橋停留所（堂島川南岸）
  - 53号系統 大阪駅前 行（堂島経由）／船津橋 行
- 堂島大橋停留所（あみだ池筋）
  - 55号系統 大阪駅前 行（福島西通経由）／鶴町四丁目 行（地下鉄桜川・大正橋経由）
- 玉川一丁目停留所（堂島大橋北詰西寄り）
  - 福島ループ(2013年3月31日をもって廃止)

北港観光バス
- リーガロイヤルホテル前停留所、国際会議場前停留所
  - 中之島ループバス「ふらら」 渡辺橋→淀屋橋→市立科学館・国際美術館前 ※循環

## 隣の駅
京阪電気鉄道
中之島線（中之島 - 京橋間は種別を問わず各駅に停車）
■通勤快急（平日下りのみ運転）・■快速急行（土休日は下りのみ運転）・■通勤準急（平日下りのみ運転）・■準急（土休日は下りのみ運転）・■区間急行・■普通
中之島駅 (KH54) - 渡辺橋駅 (KH53)
- 括弧内は副駅名と駅番号を示す。

## なにわ筋線

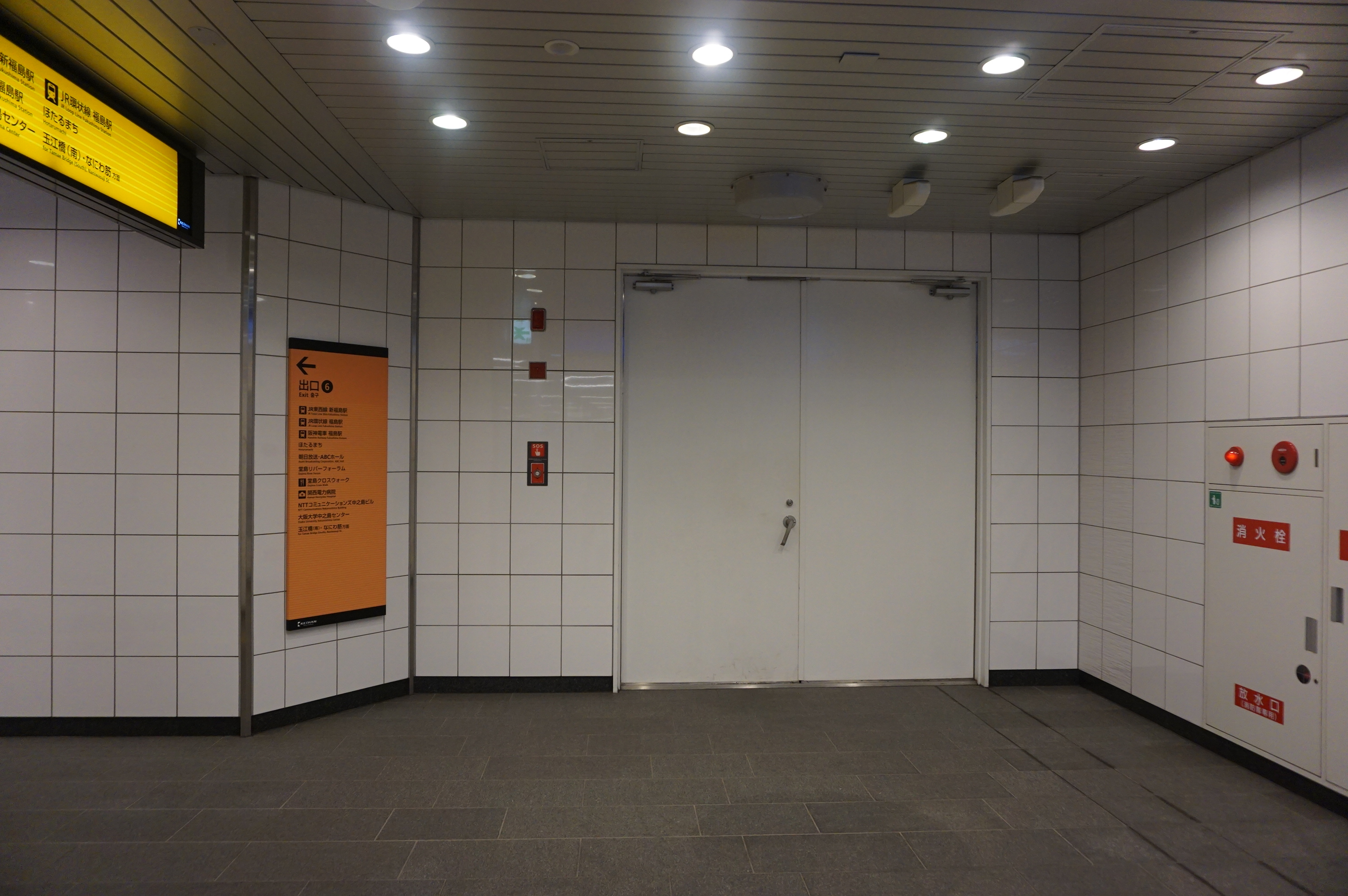
ここからなにわ筋線の駅に向かって通路ができる予定

2017年5月23日に大阪府・大阪市・西日本旅客鉄道（JR西日本）・南海電気鉄道（南海）・阪急電鉄（阪急）の5者共同リリースにより明らかにされたなにわ筋線の建設計画では、途中に中之島駅（仮称）を設ける計画が明らかにされている。
大阪市が2019年3月に示した都市計画素案説明会の資料によれば、なにわ筋線は堂島川と土佐堀川の護岸基礎の下を横断するため地下30-40mの深さを通過する計画で、駅は地下4階と5階に単式ホーム1面1線を上下に並べた構造が想定されている。第三セクターの関西高速鉄道が事業主体となり、JR西日本と南海が第三種鉄道事業者として運行を行うことが予定されている。
なお、京阪中之島駅構内ではなにわ筋線との接続駅とする前提で既に連絡通路の建設が行われている。

### 「なかのしま」と読む他の駅
- 中の島駅 - 札幌市営地下鉄南北線の駅
- 中野島駅 - JR東日本南武線の駅